# Centuriones
Centuriones (łac. Dioecesis Centurionensis) – stolica historycznej diecezji we Cesarstwie rzymskim w prowincji Numidia, współcześnie kojarzona z El-Kentour w północnej Algierii. Obecnie katolickie biskupstwo tytularne.

## Biskupi tytularni
| Lp. | Biskup              | Funkcja                                       | Od                   | Do                   |
| --- | ------------------- | --------------------------------------------- | -------------------- | -------------------- |
| 1   | Alberto Trevisan    | biskup pomocniczy Rio de Janeiro (Brazylia)   | 25 lutego 1964       | 19 marca 1998        |
| 2   | Kiro Stojanow       | biskup pomocniczy Skopje (Macedonia)          | 4 stycznia 1999      | 20 lipca 2005        |
| 3   | Renato Pine Mayugba | biskup pomocniczy Lingayen-Dagupan (Filipiny) | 18 października 2005 | 12 października 2012 |
| 4   | Wasyl Tuczapeć      | egzarcha charkowski (Ukraina)                 | 2 kwietnia 2014      |                      |